# カネヨウ
カネヨウ株式会社は、日本の繊維系の複合商社・兼松のグループ会社で、寝装具・インテリアを中心に扱うメーカー商社。
祖業は社名の由来である羊毛製品だが、現在は貿易事業が中心であり、当該製品の生産機能は縮小しマテリアル事業部に集約されている。

## 沿革
- 1935年（昭和10年）- 現在の兵庫県たつの市揖保川町にて兼松の羊毛研究所として発足。
- 1939年（昭和14年）- 分社化して兼松羊毛工業（初代）として発足。
- 1942年（昭和17年）- 当時の兼松・栗原両財閥の羊毛部門が統合し大同毛織（初代）となる。
- 1949年（昭和24年）- GHQの企業再建整備令により両陣営の分離。同社はそれぞれ2代目の兼松羊毛工業・大同毛織としてそれぞれの道を歩む（前者は竜野・蕨両工場および東京支店・大阪営業所を継承）。
- 1951年（昭和26年）- 大阪証券取引所（現・東京証券取引所）市場第二部に株式上場、資本金を1億円に増資。
- 2000年（平成12年）- カネヨウ株式会社に社名変更。
- 2019年（令和元年）- 兼松による株式公開買付けが成立[1]。
- 2020年（令和2年）
  - 3月17日 - 東京証券取引所市場第二部上場廃止。
  - 3月19日 - 株式併合により、兼松の完全子会社となる[2]。